# Sinthujan Varatharajah
Pour les articles homonymes, voir Varatharajah (homonymie).
Sinthujan Varatharajah (tamoul: சிந்துஜன் வரதராஜா), né en 1985 à Cobourg, est un essayiste et géographe politique d'origine tamoule vivant en Allemagne.

## Biographie
Sinthujan Varatharajah naît dans un camp de réfugiés à Cobourg en 1985, au sein d'une famille tamoule du Sri Lanka d'héritage dalit. Il grandit près de Bamberg en Bavière avec son frère, l'écrivain et théologien Senthuran Varatharajah (de). À 18 ans, Varatharajah déménage à Londres. Il hérite de ses parents les clés de leur maison d'origine détruite à Jaffna.

## Activisme
Varatharajah s'engage au sein de la politique de la diaspora tamoule, à la fois pour réclamer davantage de droits pour son peuple et pour y promouvoir des avancées sociales, notamment l'abolition des castes. En 2016, il écrit un texte politique sur l'Îlam tamoul à la demande de la chanteuse M.I.A. pour accompagner son ultime album. Lors de la 11e Biennale de Berlin, Varatharajah présente l'exposition how to move an arche à propos de la diaspora tamoule à Berlin, en se focalisant sur les différentes stations de métro et les manières dont les inégalités liées aux castes sont reproduites même en exil,. Varatharajah utilise les réseaux sociaux, par exemple pour promouvoir la fierté tamoule.
En 2022, il présente une discussion en direct pendant deux heures sur un compte Instagram partagé avec Moshtari Hilal (de), où le duo critique une millionnaire ainsi qu'une libraire pour avoir dissimulé le passé nazi de leurs familles. Hilal et Varatharajah utilisent à cette occasion le terme de « Nazihintergrund » (une dérision sur Person mit Migrationshintergrund, personne issue de l'immigration) qui scandalise une partie de l'opinion allemande. À la suite de l'importante couverture médiatique de ce live, Varatharajah regrette de se voir réduit·e à son cyberactivisme et que son engagement pour la cause tamoule soit souvent passé sous silence.

## Publications
En 2022 paraît son premier roman an alle orte, die hinter uns liegen, qui contient notamment une critique de l'eurocentrisme dans l'historiographie de la colonisation. Il s'agit également d'un commentaire sur les implications politiques et esthétiques de la technologie photographique. Varatharajah s'attache tout particulièrement à retracer l'histoire coloniale des parcs zoologiques afin de souligner que la domination sur les colonies s'appuie tout autant sur la domination des plantes et des animaux,,.